# Ed Wood (Film)
Ed Wood ist ein in schwarzweiß gedrehtes Biopic des US-amerikanischen Filmregisseurs, Autors und Produzenten Tim Burton aus dem Jahr 1994. Die Tragikomödie, die auf dem Buch Nightmare of Ecstasy von Rudolph Grey basiert, wurde vom Filmstudio Touchstone Pictures der Walt Disney Company produziert.

## Handlung
Ed Wood hält sich in den 1950er Jahren mit diversen kleinen Jobs in Hollywood über Wasser. Die Aufführung eines von ihm verfassten Theaterstücks findet vor beinahe leeren Rängen statt und erhält katastrophale Kritiken. Wood glaubt trotzdem an eine erfolgreiche Karriere im Filmgeschäft.
Als großer Verehrer von Orson Welles träumt er davon, eines Tages in dessen Fußstapfen treten zu können. Zufällig lernt er den arbeitslosen Filmstar Bela Lugosi kennen. Dieser hat zwar seit Jahren keinen bedeutenden Film mehr gedreht, verfügt aber dank seiner Titelrolle als Dracula von 1931 immer noch über einen hohen Bekanntheitsgrad. Wood kann einen B-Movie-Produzenten überreden, ihm die Regie eines Films zu übertragen. Mit Lugosi als Darsteller, der inzwischen ein guter Freund von Wood geworden ist, soll die Produktion ein Erfolg werden. Ed Wood, der selber gerne Frauenkleider trägt, macht Transvestitismus zum Thema seines Films Glen or Glenda. Wood selbst und seine Freundin Dolores Fuller übernehmen die Hauptrollen. Erst beim Lesen des Drehbuchs erfährt Dolores, dass Ed Transvestit ist. Der Film wird zum Misserfolg und Wood wird vom Produzenten entlassen. Auch bei anderen Verleihern und Produzenten, wo er den Film zu verkaufen versucht, erntet sein Werk nur Belustigung und Kopfschütteln.
Der unerschütterliche Wood lässt sich dadurch aber nicht beirren. Er beginnt mit den Dreharbeiten zu seinem nächsten Film, Bride of the Atom, den er später in Bride of the Monster umbenennt. Diesmal soll Lugosi als Star herausgestellt werden. Tor Johnson, ein Wrestler, wird als weiterer Darsteller engagiert. Wood hat in einer Bar eine junge Frau, Loretta King, kennengelernt und angenommen, dass diese über beträchtliche Geldmittel verfügt, was sich später als Missverständnis herausstellt. Er muss Loretta dafür die weibliche Hauptrolle in dem Film geben. Ursprünglich sollte seine Freundin Dolores den Part übernehmen, was zu heftigem Streit zwischen den beiden führt. Nach wenigen Tagen geht Wood beim Drehen das Geld aus und seine Crew wird aus dem Studio geworfen.
Nach etlichen gescheiterten Versuchen, neue Geldgeber zu finden, gelangt Ed schließlich an einen Fleischproduzenten, der bereit ist, den Film zu finanzieren – unter der Bedingung, dass Änderungen am Drehbuch vorgenommen werden und dass sein in der Schauspielerei gänzlich unerfahrener Sohn eine Rolle als Polizist übernimmt. Ed willigt ein und der Film kann zu Ende gedreht werden.
Doch die Premiere des Films wird von den Zuschauern niedergeschrien. Ed wird von Dolores verlassen. Lugosi, der seit vielen Jahren drogensüchtig ist, erleidet mehrere Zusammenbrüche. Ed steht ihm stets selbstlos bei und begleitet ihn schließlich zum Drogenentzug in eine Klinik. Im Warteraum lernt er Kathy kennen, sie verlieben sich und werden ein Paar. Lugosi muss wegen Geldmangels die Klinik verlassen. Kurz nachdem Ed einige Szenen mit Lugosi vor dessen Haus gedreht hat, erhält er die Nachricht von dessen Tod. Der einstige Horrorfilm-Star wird im Draculakostüm beigesetzt.
Ed wohnt in einer ärmlichen Behausung und kann die Miete nicht bezahlen. Der Vermieter ist ein Mitglied der Baptisten-Gemeinde. Ed Wood bietet ihm an, einen erfolgreichen Science-Fiction-Film zu drehen. Mit dem Gewinn könne die Gemeinde dann Filme über die zwölf Apostel drehen. Mit den mit Lugosi gedrehten Szenen soll dieser als „Star“ des Films herausgestellt werden. Nach einigem Zögern erklären sich die Baptisten bereit, die Mittel für den Film bereitzustellen. Alle Mitglieder der Filmcrew müssen sich allerdings zunächst als Baptisten taufen lassen.
Die TV-Ansagerin Vampira und der „Wahrsager“ Criswell können als Darsteller gewonnen werden. Kathys Chiropraktiker, in dem Wood Ähnlichkeiten mit Bela Lugosi zu erkennen glaubt, übernimmt dessen Rolle in den noch fehlenden Szenen, indem er sich ein Cape vor das Gesicht hält. Aufnahmen von Spielzeug-UFOs, Archivmaterial und einige Minuten Film mit Bela Lugosi kombiniert Ed Wood mit seinem Drehbuch zum Film Plan 9 aus dem Weltall. Nach einer Auseinandersetzung mit seinen Geldgebern – die Baptisten sind entsetzt, weil Ed zeitweise in Frauenkleidern Regie führt, und sie zweifeln seine Fähigkeiten als Regisseur an – flieht Ed entnervt in eine Bar, wo er tatsächlich Orson Welles begegnet und sich mit ihm über das Filmemachen unterhält. Mit neuem Enthusiasmus beendet Wood seinen Film.
Bei der Erstaufführung von Plan 9 aus dem Weltall in einem voll besetzten Premierenkino sinniert Ed Wood, dass er mit diesem Werk in die Filmgeschichte eingehen werde. Nach der Aufführung fahren Ed und Kathy nach Las Vegas, um zu heiraten.

## Wissenswertes
- Gregory Walcott, Hauptdarsteller von Plan 9 aus dem Weltall, hat einen Gastauftritt als potenzieller Finanzier. Ein anderer Darsteller aus dem Film, Conrad Brooks, hat auch einen Cameoauftritt als Bartender.
- Plan 9 aus dem Weltall und Regisseur Ed Wood gingen auf andere Weise als im Film dargestellt in die Geschichte ein. Mit einem Golden Turkey Award und ähnlichen Preisen „ausgezeichnet“, gilt das Werk als einer der schlechtesten Filme überhaupt.
- Eine Begegnung zwischen Orson Welles und Ed Wood hat vermutlich nie stattgefunden.
- Als eine der wenigen Personen aus Ed Woods Umfeld wurde seine Freundin Dolores Fuller erfolgreich. Sie wurde Komponistin und Produzentin und schrieb viele Songs, unter anderem für Elvis Presley, Nat King Cole, Peggy Lee und Nelson Riddle. Außerdem war sie die erste Frau in den Vereinigten Staaten, die eine eigene Plattenfirma gründete.

## Rezeption

### Kritik
„Die etwas holprige Dramaturgie wird durch viel Liebe zum Detail, bewußte Stilisierungen, spielfreudige Darsteller und visuelle Fantasie mehr als wettgemacht. Eine Tragikomödie, die bei aller Absurdität tiefe Sympathie für ihre Figuren verrät.“

„‚Batman‘-Erneuerer Tim Burton bescherte uns hier in beeindruckenden Schwarz-Weiß-Bildern ein spaßiges Werk nicht nur für Cineasten, in dem Johnny Depp als Wood neben der oscarprämierten, unglaublichen Leistung von Martin Landau als Lugosi glänzen darf.“

### Auszeichnungen
Der Film gewann 1995 in zwei Kategorien einen Oscar. Einer ging an Martin Landau als bester Nebendarsteller, der andere wurde für das beste Make-up an Rick Baker, Ve Neill und Yolanda Toussieng vergeben.
Martin Landau erhielt für seine Darstellung des alten Bela Lugosi außerdem einen Golden Globe als Bester Nebendarsteller, den Saturn Award als Bester Hauptdarsteller und den American Comedy Award als Bester Nebendarsteller; außerdem war er für einen BAFTA Award nominiert.
Darüber hinaus gewann der Film 19 weitere Preise und elf Nominierungen.

### Einspielergebnis
Der Film wurde zu einem kommerziellen Misserfolg. Mit einem Budget von rund 18 Millionen US-Dollar, konnte der Film nur rund 6 Millionen US-Dollar im nordamerikanischen Raum wieder einspielen.